# Torymus obscurus
Torymus obscurus is een vliesvleugelig insect uit de familie Torymidae. De wetenschappelijke naam is voor het eerst geldig gepubliceerd in 1939 door Breland.